# Fußballauswahl von Alderney
Die Fußballauswahl von Alderney ist eine Auswahl der besten Fußballspieler der Kanalinsel Alderney. Sie wird weder von der UEFA noch von der FIFA als offizielles Mitglied anerkannt. Folglich spielt die Auswahl von Alderney nicht in deren Wettbewerben mit, sondern spielt in der Regel gegen andere Nichtmitglieder und im Muratti Cup zwischen den Mannschaften der Kanalinseln. Im Muratti Cup, gespielt seit 1905, spielt stets zuerst Alderney zu Hause gegen abwechselnd entweder Guernsey und Jersey. Anschließend spielt der Sieger gegen das verbliebene Inselteam. Alderney gewann den Cup nur 1920.
Aktueller Trainer (Stand 2015) ist Alan Adamson, Heimspiele werden im Arsenal Ground (Mount Hale) ausgetragen. Die einzigen Siege der Auswahl waren jeweils ein 1:0 gegen Guernsey (29. April 1920) und gegen die Auswahl von Saaremaa (4. Juli 2003), die höchste Niederlage erlebte die Auswahl am 19. März 1994 beim Auswärtsspiel auf Jersey (18 - 0).